# Copa del Rei de futbol 2021-22
La Copa del Rei de futbol 2021-22 va ser l'edició número 118 de la competició estatal per eliminatòries del futbol espanyol. Hi van participar un total de 116 equips: els 20 equips que van disputar la primera divisió la temporada anterior, els 22 equips que van disputar la segona divisió la temporada anterior, 28 equips que van participar en Segona B, 32 equips que van participar en tercera divisió, els 4 equips semifinalistes de la Copa Federació i els 10 equips, d'entre els 20 provinents de les primeres divisions regionals, vencedors de l'eliminatòria prèvia.
El FC Barcelona va intentar defensar el títol guanyat la temporada en la final contra l'Athletic Club per 4-0 en l'Estadi de la Cartuja, Sevilla. Però en vuitens de final, el mateix Athletic Club va eliminar l'FC Barcelona per 3 gols a 2 en l'Estadi de San Mamés, classificant-se als quarts de final.

## Format
- 20 equips de Primera Divisió. Els quatre classificats per a la Supercopa d'Espanya entren en la tercera ronda eliminatòria (setzens de final).
- 22 equips de Segona Divisió.
- 28 equips de Segona Divisió B.
- 32 equips de Tercera Divisió. Els 18 equips que acabin en primera posició dels subgrups C (sempre que no siguin filials o dependents, i en aquest cas recauria en la següent posició amb un equip que pugui disputar la Copa del Rei) més els 14 segons dels subgrups C.
- 4 equips semifinalistes de la Copa RFEF.
- 10 equips de les primeres divisions regionals. Sortiran d'una eliminatòria prèvia entre els campions de cadascuna de les vint federacions territorials.

Per a accedir a la final, es disputaran sis rondes eliminatòries, totes elles a partit únic a excepció de les semifinals, que es disputaran en format d'anada i tornada. En la primera ronda eliminatòria, els 10 equips procedents de la Prèvia Interterritorial s'aparellaran amb 10 de primera divisió. Els 28 equips restants de Primera i Segona Divisió s'aparellaran amb els 4 procedents de la Copa RFEF, els 21 que competiran en Tercera Divisió i tres de Segona B. La resta d'equips de Segona B s'enfrontaran entre si. Queden exempts els equips participants de la Supercopa fins a setzens de final. Es jugaran un total de 56 partits, amb 112 equips participants. Els guanyadors accediran a la segona ronda.
Tots els partits es disputaran en camp de l'equip de menor categoria. En cas de mateixa categoria serà a sorteig pur, en el camp del primer equip que surti en el sorteig.

## Calendari
Calendari de la Copa del Rei 2021-22
| Ronda            | Sorteig                         | Dates                                     | Partits | Clubs          | Detalls |
| ---------------- | ------------------------------- | ----------------------------------------- | ------- | -------------- | --- |
| Preliminar       | 28 d'octubre de 2021 (12:00h)   | 17 de novembre de 2021                    | 10      | 20 → 10 (+102) | Incorporacions: 20 equips territorials provinents de cada Federació d'Àmbit Autonòmic, dos en el cas d'Andalusia. Format del sorteig: Els equips, dividits en 4 grups d'acord amb criteris de proximitat geogràfica, es van enfrontar entre si mitjançant un sorteig pur. Equip local: Els partits es disputaran en el camp de l'equip que surti en primer lloc en l'extracció de les boles. Tipus d'eliminatòria: Partit únic. |
| Primera ronda    | 18 de novembre de 2021 (16:30h) | 30 de novembre, 1 i 2 de desembre de 2021 | 56      | 112 → 56       | Incorporacions: Tots els equips participants restants menys els quatre participants de la Supercopa d'Espanya. Format del sorteig: Començarà aparellant-se als 10 campions de categoria territorial amb equips de primera divisió. A continuació, s'aparellaran als 4 semifinalistes de la Copa RFEF amb clubs de primera divisió i, finalment, s'aparellaran els dos equips de Primera restants amb equips de Segona RFEF. 21 equips de Segona RFEF seran aparellats amb equips de Segona Divisió. Els 9 clubs restants de Segona RFEF seran aparellats amb equips de Primera RFEF i, finalment, els 10 clubs restants de Primera RFEF s'aparellaran entre si. Equip local: Els partits es disputaran en les instal·lacions esportives del club de categoria inferior (sempre que compleixin amb els requisits mínims establerts per la RFEF) i, si anessin d'aquesta, en les dels clubs la bola dels quals hagués estat extreta en primer lloc. Tipus d'eliminatòria: Partit únic. |
| Segona ronda     | 3 de desembre de 2021 (12:00h)  | 14, 15 i 16 de desembre de 2021           | 28      | 56 → 28 (+4)   | Format del sorteig: Fins on sigui possible, els clubs d'inferior categoria s'aparellaran contra els de major categoria. Equip local: Els partits es disputaran en les instal·lacions esportives del club de categoria inferior i, si fossin de la mateixa, en les dels clubs la bola dels quals hagués estat extreta en primer lloc. Tipus d'eliminatòria: Partit únic. |
| Setzens de final | 17 de desembre de 2021 (12:30h) | 4, 5 i 6 de gener de 2022                 | 16      | 32 → 16        | Incorporacions: Els quatre equips participants de la Supercopa d'Espanya .Format del sorteig: Els 4 clubs de primera divisió participants en la Supercopa d'Espanya. seran aparellats amb equips que ostentin la menor categoria entre els classificats per a aquesta ronda. Els restants clubs s'aparellaran, fins on sigui possible, els clubs d'inferior categoria contra els de major categoria. Equip local: Els partits es disputaran en les instal·lacions esportives del club de categoria inferior i, si fossin de la mateixa, en les dels clubs la bola dels quals hagués estat extreta en primer lloc. Tipus d'eliminatòria: Partit únic. |
| Vuitens de final | 7 de gener de 2022 (12:30h)     | 15, 16, 19 i 20 de gener de 2022          | 8       | 16 → 8         | Format del sorteig: Fins on sigui possible, s'aparellaran els clubs d'inferior categoria contra els de major categoria. Equip local: Els partits es disputaran en les instal·lacions esportives del club de categoria inferior i, si fossin de la mateixa, en les dels clubs la bola dels quals hagués estat extreta en primer lloc. Tipus d'eliminatòria: Partit únic. |
| Quarts de final  | 21 de gener de 2022 (12:30h)    | 2 i 3 de febrer de 2022                   | 4       | 8 → 4          | Format del sorteig: Sorteig pur, sense restriccions. Equip local: Els partits es disputaran en les instal·lacions esportives dels clubs la bola dels quals hagués estat extreta en primer lloc. Tipus d'eliminatòria: Partit únic. |
| Semifinals       | 4 de febrer de 2022 (15:10h)    | 9 i 10 de febrer de 2022                  | 4       | 4 → 2          | Format del sorteig: Sorteig pur, sense restriccions. Equip local: Les dues primeres boles extretes en el sorteig correspondran als dos equips que jugaran de local el partit d'anada de les semifinals. Les següents dues boles extretes correspondran als equips que jugaran de visitant en el partit d'anada de les semifinals, respectivament. Tipus d'eliminatòria: Doble partit. |
| Semifinals       | 4 de febrer de 2022 (15:10h)    | 2 i 3 de març de 2022                     | 4       | 4 → 2          | Format del sorteig: Sorteig pur, sense restriccions. Equip local: Les dues primeres boles extretes en el sorteig correspondran als dos equips que jugaran de local el partit d'anada de les semifinals. Les següents dues boles extretes correspondran als equips que jugaran de visitant en el partit d'anada de les semifinals, respectivament. Tipus d'eliminatòria: Doble partit. |
| Final            | 4 de febrer de 2022 (15:10h)    | 23 d'abril de 2022                        | 1       | 2 → 1          | Partit únic, en estadi "La Cartoixa" (Sevilla) decidit per la RFEF. Classificació per a la UEFA Europa League: el campió es classifica per a la fase de grups. |

- Els partits que acabin en empat després dels 90 minuts, es decidiran a la pròrroga; i si persisteix l'empat, per penals.

## Participants
Participen els vint equips de Primera Divisió, els vint-i-dos de Segona, vint-i-vuit de Segona B, trenta-dos de Tercera de l'anterior temporada, a més de deu equips de la màxima categoria territorial i els quatre semifinalistes de la Copa RFEF. S'indica amb (S') els equips que participen en la Supercopa i s'incorporen en els setzens de final.
Es mostren en negreta els equips que encara romanen en la competició.
| Temporada 2020-21 | Temporada 2020-21 | Temporada 2020-21 | Temporada 2020-21 | Temporada 2021-22                       | Temporada 2021-22 |
| 1a Divisió (20 equips) | 2a Divisió (22 equips) | 2a Divisió "B" (28 equips) | 3a Divisió (32 equips) | Copa RFEF (4 equips)                    | Territorials (10 equips) |
| Atlètic de Madrid S Reial Madrid S FC Barcelona S Sevilla FC Vila-real CF Reial Societat Granada CF Getafe CF València CF CA Osasuna Athletic Club S Llevant UE Elx CF Cadis CF Reial Betis Deportivo Alavés RC Celta SD Huesca Real Valladolid CF SD Eibar | RCD Espanyol RCD Mallorca CD Leganés UD Almería Girona FC Rayo Vallecano Real Sporting SD Ponferradina UD Las Palmas CD Mirandés CF Fuenlabrada Málaga CF Real Oviedo CD Tenerife Reial Saragossa FC Cartagena AD Alcorcón CD Lugo CE Sabadell UD Logroñés CE Castelló Albacete Balompié | - Grup I - C Burgos CF Zamora CF Unionistas de Salamanca CF Cultural Leonesa - Grup II - C SD Amorebieta CD Calahorra CD Tudelano SD Logroñés - Grup III - C UD Ibiza FC Andorra Gimnàstic de Tarragona CE Alcoià - Grup IV - C Linares Deportivo UCAM Murcia CF Algeciras CF San Fernando CD Atlético Sanluqueño CF - Grup V - C CD Badajoz UD San Sebastián de los Reyes Extremadura UD Internacional de Madrid CF Talavera de la Reina - Grup I - D Racing Club de Ferrol RC Deportivo de La Coruña - Grup II - D Real Unión Club - Grup III - D UE Cornellà - Grup V - D CF Rayo Majadahonda CD Atlètic Balears | - Grup I CD Arenteiro Bergantiños FC - Grup II UC Ceares UD Llanera - Grup III CD Cayón - Grup IV Gernika Club - Grup V CE Europa - Grup VI CE Eldenc UE Alzira - Grup VII AD Unión Adarve - Grup VIII Gimnástica Segoviana CF CD Palencia Cristo Atlético - Grup IX Vélez CF Atlético Mancha Real - Grup X Xerez Deportivo FC CD San Roque de Lepe - Grup XI CD Ibiza Islas Pitiusas CE Andratx - Grup XII CD Mensajero CF Panadería Pulido - Grup XIII Águilas FC Atlético Pulpileño - Grup XIV CP Cacereño UD Montijo - Grup XV Peña Sport FC AD San Juan - Grup XVI Racing Rioja CF Náxara CD - Grup XVII CD Teruel CD Brea - Grup XVIII CD Marchamalo Calvo Sotelo de Puertollano CF | Córdoba CF CD Ebro SD Leioa CD Guijuelo | SD Solares-Medio Cudeyo CD Utrillas Unami CP Victoria CF CF San Agustín de Guadalix CFJ Mollerussa CFI Alacant CD Villa de Fortuna CD Huracán Melilla CD Laguna |

## Quadre final
|  | Setzens de final     | Setzens de final       | Setzens de final       | Setzens de final       |                      |                      | Vuitens de final     | Vuitens de final | Vuitens de final | Vuitens de final |  |  | Quarts de final | Quarts de final | Quarts de final | Quarts de final |  |  | Semifinals | Semifinals | Semifinals | Semifinals |  |  | Final | Final | Final | Final |
|  |                      |                        |                        |                        |                      |                      |                      |                  |                  |                  |  |  |                 |                 |                 |                 |  |  |            |            |            |            |  |  |       |       |       |       |
|  |                      |                        |                        |                        |                      |                      |                      |                  |                  |                  |  |  |                 |                 |                 |                 |  |  |            |            |            |            |  |  |       |       |       |       |
|  |                      |                        |                        |                        |                      |                      |                      |                  |                  |                  |  |  |                 |                 |                 |                 |  |  |            |            |            |            |  |  |       |       |       |       |
|  | Girona FC            | Girona FC              | Girona FC              | 1                      |                      |                      |                      |                  |                  |                  |  |  |                 |                 |                 |                 |  |  |            |            |            |            |  |  |       |       |       |       |
|  | Girona FC            | Girona FC              | Girona FC              | 1                      |                      |                      |                      |                  |                  |                  |  |  |                 |                 |                 |                 |  |  |            |            |            |            |  |  |       |       |       |       |
|  | CA Osasuna           | CA Osasuna             | CA Osasuna             | 0                      |                      |                      |                      |                  |                  |                  |  |  |                 |                 |                 |                 |  |  |            |            |            |            |  |  |       |       |       |       |
|  | CA Osasuna           | CA Osasuna             | CA Osasuna             | 0                      | Girona FC            | Girona FC            | Girona FC            | 1                |                  |                  |  |  |                 |                 |                 |                 |  |  |            |            |            |            |  |  |       |       |       |       |
|  |                      |                        |                        |                        | Girona FC            | Girona FC            | Girona FC            | 1                |                  |                  |  |  |                 |                 |                 |                 |  |  |            |            |            |            |  |  |       |       |       |       |
|  |                      | Rayo Vallecano         | Rayo Vallecano         | Rayo Vallecano         | 2                    |                      |                      |                  |                  |                  |  |  |                 |                 |                 |                 |  |  |            |            |            |            |  |  |       |       |       |       |
|  | CD Mirandés          | CD Mirandés            | CD Mirandés            | Rayo Vallecano         | 2                    | 0                    |                      |                  |                  |                  |  |  |                 |                 |                 |                 |  |  |            |            |            |            |  |  |       |       |       |       |
|  | CD Mirandés          | CD Mirandés            | CD Mirandés            |                        |                      |                      |                      |                  |                  |                  |  |  |                 |                 |                 |                 |  |  |            |            |            |            |  |  |       |       |       |       |
|  | Rayo Vallecano       | Rayo Vallecano         | Rayo Vallecano         | 2                      |                      |                      |                      |                  |                  |                  |  |  |                 |                 |                 |                 |  |  |            |            |            |            |  |  |       |       |       |       |
|  | Rayo Vallecano       | Rayo Vallecano         | Rayo Vallecano         | 2                      | Rayo Vallecano       | Rayo Vallecano       | Rayo Vallecano       | 1                |                  |                  |  |  |                 |                 |                 |                 |  |  |            |            |            |            |  |  |       |       |       |       |
|  |                      |                        |                        |                        | Rayo Vallecano       | Rayo Vallecano       | Rayo Vallecano       | 1                |                  |                  |  |  |                 |                 |                 |                 |  |  |            |            |            |            |  |  |       |       |       |       |
|  |                      | RCD Mallorca           | RCD Mallorca           | RCD Mallorca           | 0                    |                      |                      |                  |                  |                  |  |  |                 |                 |                 |                 |  |  |            |            |            |            |  |  |       |       |       |       |
|  | SD Eibar             | SD Eibar               | SD Eibar               | RCD Mallorca           | 0                    | 1                    |                      |                  |                  |                  |  |  |                 |                 |                 |                 |  |  |            |            |            |            |  |  |       |       |       |       |
|  | SD Eibar             | SD Eibar               | SD Eibar               |                        |                      |                      |                      |                  |                  |                  |  |  |                 |                 |                 |                 |  |  |            |            |            |            |  |  |       |       |       |       |
|  | RCD Mallorca         | RCD Mallorca           | RCD Mallorca           | 2                      |                      |                      |                      |                  |                  |                  |  |  |                 |                 |                 |                 |  |  |            |            |            |            |  |  |       |       |       |       |
|  | RCD Mallorca         | RCD Mallorca           | RCD Mallorca           | 2                      | RCD Mallorca         | RCD Mallorca         | RCD Mallorca         | 2                |                  |                  |  |  |                 |                 |                 |                 |  |  |            |            |            |            |  |  |       |       |       |       |
|  |                      |                        |                        |                        | RCD Mallorca         | RCD Mallorca         | RCD Mallorca         | 2                |                  |                  |  |  |                 |                 |                 |                 |  |  |            |            |            |            |  |  |       |       |       |       |
|  |                      | RCD Espanyol           | RCD Espanyol           | RCD Espanyol           | 1                    |                      |                      |                  |                  |                  |  |  |                 |                 |                 |                 |  |  |            |            |            |            |  |  |       |       |       |       |
|  | SD Ponferradina      | SD Ponferradina        | SD Ponferradina        | RCD Espanyol           | 1                    | 1 (1)                |                      |                  |                  |                  |  |  |                 |                 |                 |                 |  |  |            |            |            |            |  |  |       |       |       |       |
|  | SD Ponferradina      | SD Ponferradina        | SD Ponferradina        |                        |                      |                      |                      |                  |                  |                  |  |  |                 |                 |                 |                 |  |  |            |            |            |            |  |  |       |       |       |       |
|  | RCD Espanyol (p.)    | RCD Espanyol (p.)      | RCD Espanyol (p.)      | 1 (3)                  |                      |                      |                      |                  |                  |                  |  |  |                 |                 |                 |                 |  |  |            |            |            |            |  |  |       |       |       |       |
|  | RCD Espanyol (p.)    | RCD Espanyol (p.)      | RCD Espanyol (p.)      | 1 (3)                  | Rayo Vallecano       | 1                    | 1                    | 2                |                  |                  |  |  |                 |                 |                 |                 |  |  |            |            |            |            |  |  |       |       |       |       |
|  |                      |                        |                        |                        | Rayo Vallecano       | 1                    | 1                    | 2                |                  |                  |  |  |                 |                 |                 |                 |  |  |            |            |            |            |  |  |       |       |       |       |
|  |                      | Reial Betis            | 2                      | 1                      | 3                    |                      |                      |                  |                  |                  |  |  |                 |                 |                 |                 |  |  |            |            |            |            |  |  |       |       |       |       |
|  | CD Leganés           | CD Leganés             | CD Leganés             | 1                      | 3                    | 2                    |                      |                  |                  |                  |  |  |                 |                 |                 |                 |  |  |            |            |            |            |  |  |       |       |       |       |
|  | CD Leganés           | CD Leganés             | CD Leganés             |                        |                      |                      |                      |                  |                  |                  |  |  |                 |                 |                 |                 |  |  |            |            |            |            |  |  |       |       |       |       |
|  | Reial Societat       | Reial Societat         | Reial Societat         | 3                      |                      |                      |                      |                  |                  |                  |  |  |                 |                 |                 |                 |  |  |            |            |            |            |  |  |       |       |       |       |
|  | Reial Societat       | Reial Societat         | Reial Societat         | 3                      | Reial Societat       | Reial Societat       | Reial Societat       | 2                |                  |                  |  |  |                 |                 |                 |                 |  |  |            |            |            |            |  |  |       |       |       |       |
|  |                      |                        |                        |                        | Reial Societat       | Reial Societat       | Reial Societat       | 2                |                  |                  |  |  |                 |                 |                 |                 |  |  |            |            |            |            |  |  |       |       |       |       |
|  |                      | Atlètic de Madrid      | Atlètic de Madrid      | Atlètic de Madrid      | 0                    |                      |                      |                  |                  |                  |  |  |                 |                 |                 |                 |  |  |            |            |            |            |  |  |       |       |       |       |
|  | CF Rayo Majadahonda  | CF Rayo Majadahonda    | CF Rayo Majadahonda    | Atlètic de Madrid      | 0                    | 0                    |                      |                  |                  |                  |  |  |                 |                 |                 |                 |  |  |            |            |            |            |  |  |       |       |       |       |
|  | CF Rayo Majadahonda  | CF Rayo Majadahonda    | CF Rayo Majadahonda    |                        |                      |                      |                      |                  |                  |                  |  |  |                 |                 |                 |                 |  |  |            |            |            |            |  |  |       |       |       |       |
|  | Atlètic de Madrid    | Atlètic de Madrid      | Atlètic de Madrid      | 5                      |                      |                      |                      |                  |                  |                  |  |  |                 |                 |                 |                 |  |  |            |            |            |            |  |  |       |       |       |       |
|  | Atlètic de Madrid    | Atlètic de Madrid      | Atlètic de Madrid      | 5                      | Reial Societat       | Reial Societat       | Reial Societat       | 0                |                  |                  |  |  |                 |                 |                 |                 |  |  |            |            |            |            |  |  |       |       |       |       |
|  |                      |                        |                        |                        | Reial Societat       | Reial Societat       | Reial Societat       | 0                |                  |                  |  |  |                 |                 |                 |                 |  |  |            |            |            |            |  |  |       |       |       |       |
|  |                      | Reial Betis            | Reial Betis            | Reial Betis            | 4                    |                      |                      |                  |                  |                  |  |  |                 |                 |                 |                 |  |  |            |            |            |            |  |  |       |       |       |       |
|  | Reial Valladolid     | Reial Valladolid       | Reial Valladolid       | Reial Betis            | 4                    | 0                    |                      |                  |                  |                  |  |  |                 |                 |                 |                 |  |  |            |            |            |            |  |  |       |       |       |       |
|  | Reial Valladolid     | Reial Valladolid       | Reial Valladolid       |                        |                      |                      |                      |                  |                  |                  |  |  |                 |                 |                 |                 |  |  |            |            |            |            |  |  |       |       |       |       |
|  | Reial Betis          | Reial Betis            | Reial Betis            | 3                      |                      |                      |                      |                  |                  |                  |  |  |                 |                 |                 |                 |  |  |            |            |            |            |  |  |       |       |       |       |
|  | Reial Betis          | Reial Betis            | Reial Betis            | 3                      | Reial Betis          | Reial Betis          | Reial Betis          | 2                |                  |                  |  |  |                 |                 |                 |                 |  |  |            |            |            |            |  |  |       |       |       |       |
|  |                      |                        |                        |                        | Reial Betis          | Reial Betis          | Reial Betis          | 2                |                  |                  |  |  |                 |                 |                 |                 |  |  |            |            |            |            |  |  |       |       |       |       |
|  |                      | Sevilla FC             | Sevilla FC             | Sevilla FC             | 1                    |                      |                      |                  |                  |                  |  |  |                 |                 |                 |                 |  |  |            |            |            |            |  |  |       |       |       |       |
|  | Reial Saragossa      | Reial Saragossa        | Reial Saragossa        | Sevilla FC             | 1                    | 0                    |                      |                  |                  |                  |  |  |                 |                 |                 |                 |  |  |            |            |            |            |  |  |       |       |       |       |
|  | Reial Saragossa      | Reial Saragossa        | Reial Saragossa        |                        |                      |                      |                      |                  |                  |                  |  |  |                 |                 |                 |                 |  |  |            |            |            |            |  |  |       |       |       |       |
|  | Sevilla FC           | Sevilla FC             | Sevilla FC             | 2                      |                      |                      |                      |                  |                  |                  |  |  |                 |                 |                 |                 |  |  |            |            |            |            |  |  |       |       |       |       |
|  | Sevilla FC           | Sevilla FC             | Sevilla FC             | 2                      | Reial Betis (p.)     | Reial Betis (p.)     | Reial Betis (p.)     | 1 (5)            |                  |                  |  |  |                 |                 |                 |                 |  |  |            |            |            |            |  |  |       |       |       |       |
|  |                      |                        |                        |                        | Reial Betis (p.)     | Reial Betis (p.)     | Reial Betis (p.)     | 1 (5)            |                  |                  |  |  |                 |                 |                 |                 |  |  |            |            |            |            |  |  |       |       |       |       |
|  |                      | València CF            | València CF            | València CF            | 1 (4)                |                      |                      |                  |                  |                  |  |  |                 |                 |                 |                 |  |  |            |            |            |            |  |  |       |       |       |       |
|  | Atlético Mancha Real | Atlético Mancha Real   | Atlético Mancha Real   | València CF            | 1 (4)                | 0                    |                      |                  |                  |                  |  |  |                 |                 |                 |                 |  |  |            |            |            |            |  |  |       |       |       |       |
|  | Atlético Mancha Real | Atlético Mancha Real   | Atlético Mancha Real   |                        |                      |                      |                      |                  |                  |                  |  |  |                 |                 |                 |                 |  |  |            |            |            |            |  |  |       |       |       |       |
|  | Athletic Club        | Athletic Club          | Athletic Club          | 2                      |                      |                      |                      |                  |                  |                  |  |  |                 |                 |                 |                 |  |  |            |            |            |            |  |  |       |       |       |       |
|  | Athletic Club        | Athletic Club          | Athletic Club          | 2                      | Athletic Club (prò.) | Athletic Club (prò.) | Athletic Club (prò.) | 3                |                  |                  |  |  |                 |                 |                 |                 |  |  |            |            |            |            |  |  |       |       |       |       |
|  |                      |                        |                        |                        | Athletic Club (prò.) | Athletic Club (prò.) | Athletic Club (prò.) | 3                |                  |                  |  |  |                 |                 |                 |                 |  |  |            |            |            |            |  |  |       |       |       |       |
|  |                      | FC Barcelona           | FC Barcelona           | FC Barcelona           | 2                    |                      |                      |                  |                  |                  |  |  |                 |                 |                 |                 |  |  |            |            |            |            |  |  |       |       |       |       |
|  | Linares Deportivo    | Linares Deportivo      | Linares Deportivo      | FC Barcelona           | 2                    | 1                    |                      |                  |                  |                  |  |  |                 |                 |                 |                 |  |  |            |            |            |            |  |  |       |       |       |       |
|  | Linares Deportivo    | Linares Deportivo      | Linares Deportivo      |                        |                      |                      |                      |                  |                  |                  |  |  |                 |                 |                 |                 |  |  |            |            |            |            |  |  |       |       |       |       |
|  | FC Barcelona         | FC Barcelona           | FC Barcelona           | 2                      |                      |                      |                      |                  |                  |                  |  |  |                 |                 |                 |                 |  |  |            |            |            |            |  |  |       |       |       |       |
|  | FC Barcelona         | FC Barcelona           | FC Barcelona           | 2                      | Athletic Club        | Athletic Club        | Athletic Club        | 1                |                  |                  |  |  |                 |                 |                 |                 |  |  |            |            |            |            |  |  |       |       |       |       |
|  |                      |                        |                        |                        | Athletic Club        | Athletic Club        | Athletic Club        | 1                |                  |                  |  |  |                 |                 |                 |                 |  |  |            |            |            |            |  |  |       |       |       |       |
|  |                      | Reial Madrid CF        | Reial Madrid CF        | Reial Madrid CF        | 0                    |                      |                      |                  |                  |                  |  |  |                 |                 |                 |                 |  |  |            |            |            |            |  |  |       |       |       |       |
|  | UD Almería           | UD Almería             | UD Almería             | Reial Madrid CF        | 0                    | 1                    |                      |                  |                  |                  |  |  |                 |                 |                 |                 |  |  |            |            |            |            |  |  |       |       |       |       |
|  | UD Almería           | UD Almería             | UD Almería             |                        |                      |                      |                      |                  |                  |                  |  |  |                 |                 |                 |                 |  |  |            |            |            |            |  |  |       |       |       |       |
|  | Elx CF               | Elx CF                 | Elx CF                 | 2                      |                      |                      |                      |                  |                  |                  |  |  |                 |                 |                 |                 |  |  |            |            |            |            |  |  |       |       |       |       |
|  | Elx CF               | Elx CF                 | Elx CF                 | 2                      | Elx CF               | Elx CF               | Elx CF               | 1                |                  |                  |  |  |                 |                 |                 |                 |  |  |            |            |            |            |  |  |       |       |       |       |
|  |                      |                        |                        |                        | Elx CF               | Elx CF               | Elx CF               | 1                |                  |                  |  |  |                 |                 |                 |                 |  |  |            |            |            |            |  |  |       |       |       |       |
|  |                      | Reial Madrid CF (prò.) | Reial Madrid CF (prò.) | Reial Madrid CF (prò.) | 2                    |                      |                      |                  |                  |                  |  |  |                 |                 |                 |                 |  |  |            |            |            |            |  |  |       |       |       |       |
|  | CD Alcoià            | CD Alcoià              | CD Alcoià              | Reial Madrid CF (prò.) | 2                    | 1                    |                      |                  |                  |                  |  |  |                 |                 |                 |                 |  |  |            |            |            |            |  |  |       |       |       |       |
|  | CD Alcoià            | CD Alcoià              | CD Alcoià              |                        |                      |                      |                      |                  |                  |                  |  |  |                 |                 |                 |                 |  |  |            |            |            |            |  |  |       |       |       |       |
|  | Reial Madrid CF      | Reial Madrid CF        | Reial Madrid CF        | 3                      |                      |                      |                      |                  |                  |                  |  |  |                 |                 |                 |                 |  |  |            |            |            |            |  |  |       |       |       |       |
|  | Reial Madrid CF      | Reial Madrid CF        | Reial Madrid CF        | 3                      | Athletic Club        | 1                    | 0                    | 1                |                  |                  |  |  |                 |                 |                 |                 |  |  |            |            |            |            |  |  |       |       |       |       |
|  |                      |                        |                        |                        | Athletic Club        | 1                    | 0                    | 1                |                  |                  |  |  |                 |                 |                 |                 |  |  |            |            |            |            |  |  |       |       |       |       |
|  |                      | València CF            | 1                      | 1                      | 2                    |                      | Tercer lloc          | Tercer lloc      | Tercer lloc      | Tercer lloc      |  |  |                 |                 |                 |                 |  |  |            |            |            |            |  |  |       |       |       |       |
|  | CE Atlètic Balears   | CE Atlètic Balears     | CE Atlètic Balears     | 1                      | 2                    | 2                    | Tercer lloc          | Tercer lloc      | Tercer lloc      | Tercer lloc      |  |  |                 |                 |                 |                 |  |  |            |            |            |            |  |  |       |       |       |       |
|  | CE Atlètic Balears   | CE Atlètic Balears     | CE Atlètic Balears     |                        |                      |                      |                      |                  |                  |                  |  |  |                 |                 |                 |                 |  |  |            |            |            |            |  |  |       |       |       |       |
|  | RC Celta de Vigo     | RC Celta de Vigo       | RC Celta de Vigo       | 1                      |                      |                      |                      |                  |                  |                  |  |  |                 |                 |                 |                 |  |  |            |            |            |            |  |  |       |       |       |       |
|  | RC Celta de Vigo     | RC Celta de Vigo       | RC Celta de Vigo       | 1                      | CE Atlètic Balears   | CE Atlètic Balears   | CE Atlètic Balears   | 0                |                  |                  |  |  |                 |                 |                 |                 |  |  |            |            |            |            |  |  |       |       |       |       |
|  |                      |                        |                        |                        | CE Atlètic Balears   | CE Atlètic Balears   | CE Atlètic Balears   | 0                |                  |                  |  |  |                 |                 |                 |                 |  |  |            |            |            |            |  |  |       |       |       |       |
|  |                      | València CF            | València CF            | València CF            | 1                    |                      |                      |                  |                  |                  |  |  |                 |                 |                 |                 |  |  |            |            |            |            |  |  |       |       |       |       |
|  | FC Cartagena         | FC Cartagena           | FC Cartagena           | València CF            | 1                    | 1                    |                      |                  |                  |                  |  |  |                 |                 |                 |                 |  |  |            |            |            |            |  |  |       |       |       |       |
|  | FC Cartagena         | FC Cartagena           | FC Cartagena           |                        |                      |                      |                      |                  |                  |                  |  |  |                 |                 |                 |                 |  |  |            |            |            |            |  |  |       |       |       |       |
|  | València CF          | València CF            | València CF            | 2                      |                      |                      |                      |                  |                  |                  |  |  |                 |                 |                 |                 |  |  |            |            |            |            |  |  |       |       |       |       |
|  | València CF          | València CF            | València CF            | 2                      | València CF          | València CF          | València CF          | 2                |                  |                  |  |  |                 |                 |                 |                 |  |  |            |            |            |            |  |  |       |       |       |       |
|  |                      |                        |                        |                        | València CF          | València CF          | València CF          | 2                |                  |                  |  |  |                 |                 |                 |                 |  |  |            |            |            |            |  |  |       |       |       |       |
|  |                      | Cadis CF               | Cadis CF               | Cadis CF               | 1                    |                      |                      |                  |                  |                  |  |  |                 |                 |                 |                 |  |  |            |            |            |            |  |  |       |       |       |       |
|  | Sporting de Gijón    | Sporting de Gijón      | Sporting de Gijón      | Cadis CF               | 1                    | 2                    |                      |                  |                  |                  |  |  |                 |                 |                 |                 |  |  |            |            |            |            |  |  |       |       |       |       |
|  | Sporting de Gijón    | Sporting de Gijón      | Sporting de Gijón      |                        |                      |                      |                      |                  |                  |                  |  |  |                 |                 |                 |                 |  |  |            |            |            |            |  |  |       |       |       |       |
|  | Vila-real CF         | Vila-real CF           | Vila-real CF           | 1                      |                      |                      |                      |                  |                  |                  |  |  |                 |                 |                 |                 |  |  |            |            |            |            |  |  |       |       |       |       |
|  | Vila-real CF         | Vila-real CF           | Vila-real CF           | 1                      | Sporting de Gijón    | Sporting de Gijón    | Sporting de Gijón    | 0 (2)            |                  |                  |  |  |                 |                 |                 |                 |  |  |            |            |            |            |  |  |       |       |       |       |
|  |                      |                        |                        |                        | Sporting de Gijón    | Sporting de Gijón    | Sporting de Gijón    | 0 (2)            |                  |                  |  |  |                 |                 |                 |                 |  |  |            |            |            |            |  |  |       |       |       |       |
|  |                      | Cadis CF (p.)          | Cadis CF (p.)          | Cadis CF (p.)          | 0 (4)                |                      |                      |                  |                  |                  |  |  |                 |                 |                 |                 |  |  |            |            |            |            |  |  |       |       |       |       |
|  | CF Fuenlabrada       | CF Fuenlabrada         | CF Fuenlabrada         | Cadis CF (p.)          | 0 (4)                | 0                    |                      |                  |                  |                  |  |  |                 |                 |                 |                 |  |  |            |            |            |            |  |  |       |       |       |       |
|  | CF Fuenlabrada       | CF Fuenlabrada         | CF Fuenlabrada         |                        |                      |                      |                      |                  |                  |                  |  |  |                 |                 |                 |                 |  |  |            |            |            |            |  |  |       |       |       |       |
|  | Cadis CF             | Cadis CF               | Cadis CF               | 1                      |                      |                      |                      |                  |                  |                  |  |  |                 |                 |                 |                 |  |  |            |            |            |            |  |  |       |       |       |       |
|  | Cadis CF             | Cadis CF               | Cadis CF               | 1                      |                      |                      |                      |                  |                  |                  |  |  |                 |                 |                 |                 |  |  |            |            |            |            |  |  |       |       |       |       |